# ريكاردو كارابيليزي
ريكاردو كارابيليزي هو لاعب كرة قدم (مهاجم) إيطالي سابق، من مواليد مدينة تشيرينيولا في 1 يوليو1922 وتوفي في 20 أكتوبر 1995 رابالو.
بدأ مسيرته الكروية مع نادي سبيزا في موسم 1942-43، ثم انتقل لنادي كومو لسنتين قبل أن يبدأ مسيرته مع نادي إيه سي ميلان حيث شارك معهم في 106 مباراة سجل خلالها 52 هدفا خلال 3 مواسم. بعد ذلك ذهب إبى نادي تورينو لموسمين قبل أن يلعب موسما واحد مع الغريم الأزلي لنادي تورينو الـيوفنتوس. استمر ريكاردو بالتنقل إلى ان اعتزل اللعب في عام 1962. يذكر أنه شارك مع المنتخب الإيطالي في بطولة كأس العالم لكرة القدم 1950 حيث كان قائد المنتخب الحامل للقب كأس العالم.

## وصلات خارجية
- ريكاردو كارابيليزي على موقع الاتحاد الدولي (مؤرشف)  (الإنجليزية)
- ريكاردو كارابيليزي على موقع قاعدة بيانات كرة القدم.إي يو (الإنجليزية)
- ريكاردو كارابيليزي على موقع ناشيونال فوتبول تيمز (الإنجليزية)
- ريكاردو كارابيليزي على موقع عالم كرة القدم.نت (الإنجليزية)